# Hanna Ljungberg
Hanna Carolina Ljungberg (Umeå, 8 de gener de 1979) és una exfutbolista sueca. Va desenvolupar la seua carrera al Sunnanå SK (94-98) i a l'Umeå IK (98-09). Amb la selecció sueca va marcar 72 gols en 130 partits.
La cima de la seva carrera va ser la temporada 2002-03, quan va ser subcampiona del món amb Suècia, campiona de la Lliga de Campions amb l'Umeå i màxima golejadora del torneig, i 3a al FIFA Women's World Player.
En 2007 l'AC Perugia masculí, de la Serie A, va tractar de fitxarla.

## Trajectòria
| Temporades    | Club                            | Títols                                                    | Selecció (fases finals) |
| ------------- | ------------------------------- | --------------------------------------------------------- | --- |
| 1994 - 1998   | Sunnana SK                      |                                                           | Jocs Olímpics 1996 (1a fase) |
| 1998 - 2009 0 | Umea IK · 0 · 0 · 0 · 0 · 0 · 0 | 2 Lligues de Campions, 7 Lligues, 4 Copes, 2 Supercopes 0 | Mundial 1999 (Quarts) · Jocs Olímpics 2000 (1a fase) · Eurocopa 2001 (subcampió) · Mundial 2003 (subcampió) · Jocs Olímpics 2004 (4t lloc) · Eurocopa 2005 (semifinals) · Mundial 2007 (1a fase) |